# Пісочинська селищна рада
Пісочинська се́лищна ра́да — адміністративно-територіальна одиниця та орган місцевого самоврядування в Харківському районі Харківської області. Адміністративний центр — селище Пісочин.

## Загальні відомості
Пісочинська селищна рада утворена в 2020 році.
- Територія ради: 78,9 км²
- Населення ради: 32 687 особи (станом на 2021 рік)
- Територією ради протікає річка Уди.

## Населені пункти
Селищній раді підпорядковані населені пункти:
- селище Пісочин
- селище Березівка
- селище Коротич
- селище Новий Коротич
- селище Рай-Оленівка
- село Надточії
- село Олешки
- село Стара Московка

## Склад ради
Рада складається з 26 депутатів, голови і виконавчого комітету.
- Голова ради: Чернобай Олег Олександрович
- Секретар ради: Хоменко Ольга Пантелеймонівна

| Прізвище, ім'я, по батькові      | Основні відомості                                                        | Дата обрання | Дата звільнення |
| -------------------------------- | ------------------------------------------------------------------------ | ------------ | --------------- |
| Чернобай Олександр Володимирович | Селищний голова, 1951 року народження, освіта вища, член Партії регіонів | 26.03.2006   | 31.10.2010      |
| Чернобай Олександр Володимирович | Селищний голова, 1951 року народження, освіта вища, член Партії регіонів | 31.10.2010   | 25.10.2015      |
| Чернобай Олег Олександрович      | Селищний голова, 1980 року народження, освіта вища, безпартійний         | 25.10.2015   |                 |

Примітка: таблиця складена за даними сайту Верховної Ради України
| № з/п | П.І.П депутата                  | Телефон       | Виборчий округ |
| ----- | ------------------------------- | ------------- | -------------- |
| 1.    | Вільхівська Ольга Володимирівна | 099-946-52-43 | ОКРУГ №1       |
| 2.    | Єгупов Борис Олександрович      | 095-937-15-20 | ОКРУГ №1       |
| 3.    | Кожемяко Олександр Михайлович   | 050-999-94-00 | ОКРУГ №1       |
| 4.    | Образцова Людмила Михайлівна    | 063-353-25-35 | ОКРУГ №1       |
| 5.    | Григорова Тамара Григорівна     | 068-668-78-62 | ОКРУГ №2       |
| 6.    | Гапоненко Наталія Валентинівна  | 067-739-85-22 | ОКРУГ №2       |
| 7.    | Хоменко Ольга Пантелеймонівна   | 099-731-08-55 | ОКРУГ №2       |
| 8.    | Чернобай Андрій Олександрович   | 097-232-85-58 | ОКРУГ №2       |
| 9.    | Власенко Ігор Іванович          | 097-282-26-93 | ОКРУГ №3       |
| 10.   | Губський Микола Іванович        | 098-405-25-54 | ОКРУГ №3       |
| 11.   | Савельєв Олексій Валерійович    | 050-602-67-77 | ОКРУГ №3       |
| 12.   | Алексанян Армен Яшаєвич         | 050-302-86-87 | ОКРУГ №4       |
| 13.   | Бєлова Юлія Сергіївна           | 050-922-89-44 | ОКРУГ №4       |
| 14.   | Новіков Олег Анатолійович       | 067-749-31-83 | ОКРУГ №4       |
| 15.   | Тараненко Ігор Іванович         | 050-772-00-01 | ОКРУГ №4       |
| 16.   | Яцушкевич Ігор Павлович         | 050-326-03-94 | ОКРУГ №4       |
| 17.   | Волошко Наталія Миколаївна      | 066-172-79-60 | ОКРУГ №3       |
| 18.   | Моргачов Юрій Михайлович        | 066-286-18-80 | ОКРУГ №1       |
| 19.   | Белявцев Володимир Михайлович   | 095-092-01-29 |                |
| 20.   | Кислашко Людмила Олексіївна     | 068-992-82-62 | ОКРУГ №2       |
| 21.   | Кісєльова Людмила Григорівна    | 099-276-01-54 | ОКРУГ №2       |
| 22.   | Тищенко Олександр Григорович    | 067-741-33-91 | ОКРУГ №3       |
| 23.   | Щербань Ніна Григорівна         | 066-731-56-45 | ОКРУГ №3       |
| 24.   | Валяєв Андрій Петрович          | 050-302-86-91 | ОКРУГ №4       |
| 25.   | Співак Діна Валентинівна        | 067-950-90-47 | ОКРУГ №4       |
| 26.   | Свердлов Богдан Олександрович   | 050-650-47-79 |                |

| № з/п | П.І.П                                |                                                                                                |
| ----- | ------------------------------------ | ---------------------------------------------------------------------------------------------- |
| 1.    | Чернобай Олег Олександрович          | Пісочинський селищний голова                                                                   |
| 2.    | Хоменко Ольга Пантелеймонівна        | секретар Пісочинської селищної ради                                                            |
| 3.    | Чернопіщук Валентина Олександрівна   | перший заступник Пісочинського селищного голови                                                |
| 4.    | Подшиваленко Олександр Володимирович | заступник Пісочинського селищного голови з питань діяльності виконавчих органів ради           |
| 5.    | Уманцев Андрій Владиславович         | керуючий справами (секретар) виконавчого комітету Пісочинської селищної ради                   |
| 6.    | Штода Ігор Олександрович             | староста Березівського старостинського округу                                                  |
| 7.    | Пегарь Наталія Володимирівна         | староста Коротичанського старостинського округу                                                |
| 8.    | Костенко Юрій Володимирович          | заступник Пісочинського селищного голови                                                       |
| 9.    | Андрєєва Надія Владиславівна         | начальник служби у справах дітей та сім'ї Пісочинської селищної ради                           |
| 10.   | Крамська Тетяна Григорівна           | начальник відділу соціального захисту Пісочинської селищної ради                               |
| 11.   | Воронько Євген Євгенович             | депутат Пісочинської селищної ради VII скликання                                               |
| 12.   | Мороз Юрій Михайлович                | начальник відділу з питань надзвичаних ситуацій, цивільного захисту населення та охорони праці |
| 13.   | Тягнибок Іван Вячеславович           | начальник юридичного відділу Пісочинської селищної ради                                        |
| 14.   | Кобченко Володимир Михайлович        | заслужений пенсіонер, почесний громадянин селища Пісочин                                       |
| 15.   | Мушинський Леонід Миколайович        | настоятель Свято-Василівського храму, Почесний громадянин селища Пісочин                       |
| 16.   | Міщаненко Валерій Вікторович         | директор ТОВ «Маяк»                                                                            |
| 17.   | Пригода Микола Андрійович            | член спілки воїнів-інтернаціоналістів                                                          |
| 18.   | Д’яченко Дмитро Іванович             | в.о. директора ХОЦПП кадрів АПК                                                                |
| 19.   | Малінкіна Віра Миколаївна            | Почесний громадянин селища Пісочин                                                             |
| 20.   | Чалий Леонід Григорович              | депутат Пісочинської селищної ради VII скликання                                               |
| 21.   | Горбаньова Тетяна Григорівна         | голова громадської організації "Берегиня" сел. Коротич                                         |
| 22.   | Чаплигін Олег Анатолійович           | депутат Пісочинської селищної ради VII скликання                                               |
| 23.   | Гончарова Людмила Миколаївна         | директор КУ «ЦНСП» Пісочинської селищної ради                                                  |
| 24.   | Мирошниченко Наталія Олександрівна   | Начальник центру надання адміністративних послуг Пісочинської селищної ради                    |